# مطار عدن الدولي
مطار عدن الدولي (إياتا: ADE، إيكاو: OYAA) هو مطار دولي يقع على بعد 6 كم من وسط العاصمة المؤقتة عدن ثاني أكبر مدن اليمن بعد مدينة صنعاء, ويعد المطار المقر الرئيسي ومركز عمليات شركة طيران السعيدة وكان مطار عدن الدولي قبل الوحدة المقر الرئيسي لطيران اليمدا التابع للجنوب، يخدم المطار محافظة عدن والمحافظات القريبة منها، ويعتبر المطار ثاني أكبر مطار في اليمن بعد مطار صنعاء الدولي، ويعتبر أفضل مطارات اليمن من حيث الموقع وذلك بسبب طبيعة اليمن الجبلية، إلا أن هذا المطار يحيط به بحر العرب من جهة الإقلاع والهبوط، يرجع تاريخ إنشاء مطار عدن إلى عام 1927 عندما قامت القوات البريطانية المحتلة بتأسيس مطار عسكري في مديرية خورمكسر، وبعد الحرب العالمية الثانية قامت بريطانيا بتحديث عمراني واسع وشيدت بجانب المطار العسكري مطار عدن الدولي المعروف حالياً.
وتقع أيضا على هذا المطار بعض التدريبات للطيران المدني التابع لاكاديمية الصقر الجوية واكاديمية بازرعة للطيران 

## خطوط وشركات الطيران
- الخطوط الجوية الجيبوتية (جيبوتي).
- الملكية الأردنية (عمان).
- الخطوط اليمنية (أبوظبي، القاهرة، صنعاء، دبي، جدة، لندن، المكلا، مومباي، الريان، روما، سيؤن، سقطرى).
- الخطوط الجوية العربية السعودية (جدة)
- طيران السعيدة (الغيضة، الحديدة، المكلا، صنعاء، صلالة، سيئون، سقطرى).
- الخطوط الجوية الأفريقية (مقديشو، نيروبي).
- طيران الخليج (المنامة).
- الخطوط الجوية التركية (إسطنبول).
- طيران ناس الأرتيري (إسمرا)